# Christian Fürchtegott Hollunder
Christian Fürchtegott Hollunder (* 26. September 1791 in Moys bei Görlitz; † 19. Juli 1829 in Breslau) war ein deutscher Metallurg in Oberschlesien.

## Leben
Hollunder war ein Sohn des Moyser Papiermühlenbesitzers Christian Ehrenfried Hollunder (1751–1818). Er studierte in Freiberg unter Werner und Lampadius. Danach war er in verschiedenen Anstellungen im Hüttenwesen tätig, bis er es in Oberschlesien zum General-Bergdirektionsassessor in Bendzin und Königshütte brachte.

## Werke
- Die zweckmäßigste Zinkfabrikation bei Steinkohlenfeuerung. 1822 Digitalisat
- Ausführliche Beschreibung des in Oberschlesien gewöhnlichen Zinkhüttenprocesses. 1823 Digitalisat
- Tagebuch einer metallurgisch-technologischen Reise durch Mähren, Böhmen, einen Theil von Deutschland und der Niederlande. 1824 Digitalisat
- Handbuch des technisch-koloristischen Theiles der chemischen Fabrikenkunde. 1827 Digitalisat
- Berg- und hüttenmännischer Wegweiser durch Oberschlesien. 1828 Digitalisat Bd. 2